# ATP Challenger Danderyd
Das ATP Challenger Danderyd (offizieller Name: Good to Great Challenger) war ein 2023 einmalig stattfindendes Tennisturnier in Danderyd, Schweden. Es war Teil der ATP Challenger Tour und wurde in der Halle auf Hartplatz ausgetragen.

## Liste der Sieger

### Einzel
| Jahr | Sieger              | Finalgegner       | Ergebnis      |
| ---- | ------------------- | ----------------- | ------------- |
| 2023 | Maximilian Marterer | Brandon Nakashima | 2:6, 6:4, 6:3 |

### Doppel
| Jahr | Sieger                   | Finalgegner                                     | Ergebnis          |
| ---- | ------------------------ | ----------------------------------------------- | ----------------- |
| 2023 | Julian Cash Bart Stevens | Jeevan Nedunchezhiyan N. Vijay Sundar Prashanth | 6:77, 6:4, [10:7] |